# MUSIC THEATER
MUSIC THEATER（ミュージック・シアター）は、JFN系列で毎週土曜日に放送れているラジオ番組。

## 概要
この番組は様々なジャンルの数々のLIVEから対談まで、毎週異なった企画で放送する音楽番組。以前放送していた、鈴木ダイがDJのIN CONCERTとは内容はあまり変わっていない。

## 放送時間
土曜 20:00 - 20:55(JST)

## DJ
DJ ALEX

## ネット局
2010年11月現在、JFN加盟38局のうち全国7局がネットしている。
| 放送対象地域 | 放送局             |
| ------------ | ------------------ |
| 群馬県       | FMぐんま           |
| 福井県       | FM福井             |
| 滋賀県       | e-radio            |
| 岡山県       | FM岡山             |
| 佐賀県       | FM佐賀             |
| 熊本県       | エフエム・クマモト |
| 鹿児島県     | μFM                |